# Lydia Redega
Ne doit pas être confondu avec sa mére Lidia Nelidova.

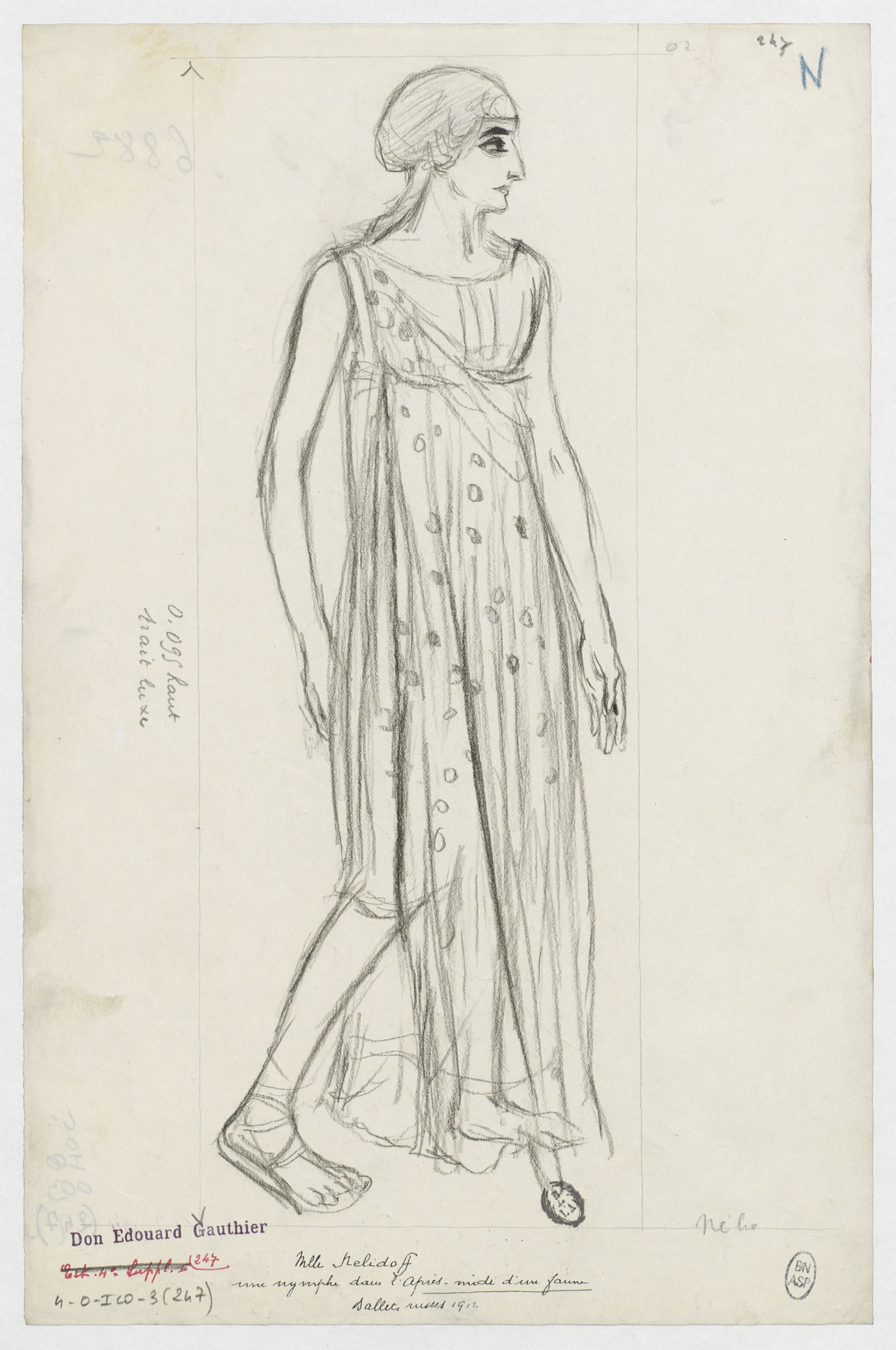
Lydia Nelidova dans L'Après-midi d'un faune.

Lydia Konstantinovna Loupandina (en russe : Лидия Константиновна Лупандина)  dite Lydia Nelidova Redega (1888-1946), est une danseuse russe. Elle est connue sous différents noms de scènes Lydia Nelidov, Lydia Nelidoff (transcription désuète), Lydia Nelidova, Lydia Nelidowa ou encore Lika Redega.

## Biographie
Lydia Redega est la fille de la danseuse Lydia Richardovna Nelidova,, et de Konstantin Dmitrievich Lupandin. Elle étudie avec sa mère dans son école de danse à Moscou.
Elle est invitée par  les Ballets russes de Sergei Diaghilev. En 1912, elle danse au théâtre du Châtelet, le rôle de la Déesse dans la première de Le Dieu bleu mis en scène par Fokine et crée La Grande nymphe dans L'Après-midi d'un faune, chorégraphie de Vaslav Nijinski.
En mars 1918, elle est à Rome, à l'hôtel Victoria, encadrée par les forces de sécurité car considérée comme élément suspect. Elle se dit de nationalité française. Elle  apparaît dans le casting du film italien Il filo d'Arianna (1921) de Mario Caserini.
Ensuite elle enseigne la danse et  devient la maîtresse de ballet du MKhA.

## Vie privée
Elle épouse l'acteur et metteur en scène Porfiri Podobed.

### Iconographie
- Collection des plus beaux numéros de "Comoedia illustré" et des programmes consacrés aux ballets et galas russes depuis le début à Paris, 1909-1921, 1922 (lire en ligne).
- Leo Boudreau, The Stars and the Fashion in the "Blue God." Comoedia Illustre (May 15, 1912), 1er septembre 2013 (lire en ligne).